# Frans Melckenbeeck
Frans Melckenbeeck (nascido em 15 de novembro de 1940) é um ex-ciclista de estrada profissional belga. Tornou-se profissional em 1962 e competiu até 1972. Em 1962, Melckenbeeck venceu uma etapa do Tour de France, e em 1963 venceu a corrida Liège-Bastogne-Liège. Competiu na perseguição por equipes nos Jogos Olímpicos de Verão de 1960.